# 压缩中转服务
压缩中转服务，是指在使用网络通信时，使用某种特殊的代理服务器进行数据交换，使其具有压缩数据的能力减少传输流量和使用费用，并提高传输速度的一种技术。

## 用途
压缩中转服务常用于移动浏览器，通过中转服务器压缩网络数据的方式来达到减少页面等待时间和节省终端网络流量的目的。

## 工作原理
当终端向网络请求数据时，不直接请求到目标服务器，而是将请求的数据发送到中转服务器并由中转服务器访问目标服务器，然后由中转服务器将数据压缩后发送到终端。在这个过程中，不仅是中转服务器发送到终端的数据，终端向中转服务器发送的数据也是可以被压缩的。为了中转服务器和终端传送数据的安全性，压缩中转过程中传送的压缩数据亦可以是经过加密的。

## 使用范围
广泛作用于移动浏览器（如UC浏览器、Opera Mini），也有一些桌面浏览器采用了这种技术（如Opera浏览器的Opera Turbo功能）。另外还有一些其他的网络程序也采用了此功能。
由于压缩中转所使用的服务器通常都是为终端定制的，因此，压缩中转服务通常是一类服务器对应一类终端的。

## 其他
由于压缩中转模式具有压缩、加密传输网络数据的功能，其传送敏感数据时不易被防火长城识别，因此有不少中国大陆的网络用户使用具有此功能的浏览器连接国外的服务器上网以达到翻墙的效果。